# Rombies-et-Marchipont
Rombies-et-Marchipont is een gemeente in het Franse Noorderdepartement (regio Hauts-de-France). De gemeente telt 569 inwoners (1999) en maakt deel uit van het arrondissement Valenciennes. De gemeente bestaat uit het dorpscentrum van Rombies en het dorpje Marchipont op de Belgische grens.

## Geschiedenis
Aanvankelijk waren Rombies en Marchipont twee afzonderlijk gemeenten, tot ze in 1806 werden samengevoegd in de nieuwe gemeente Rombies-et-Marchipont.

## Geografie
De oppervlakte van Rombies-et-Marchipont bedraagt 4,8 km², de bevolkingsdichtheid is 118,5 inwoners per km². De Aunelle loopt op de oostelijke gemeentegrens.

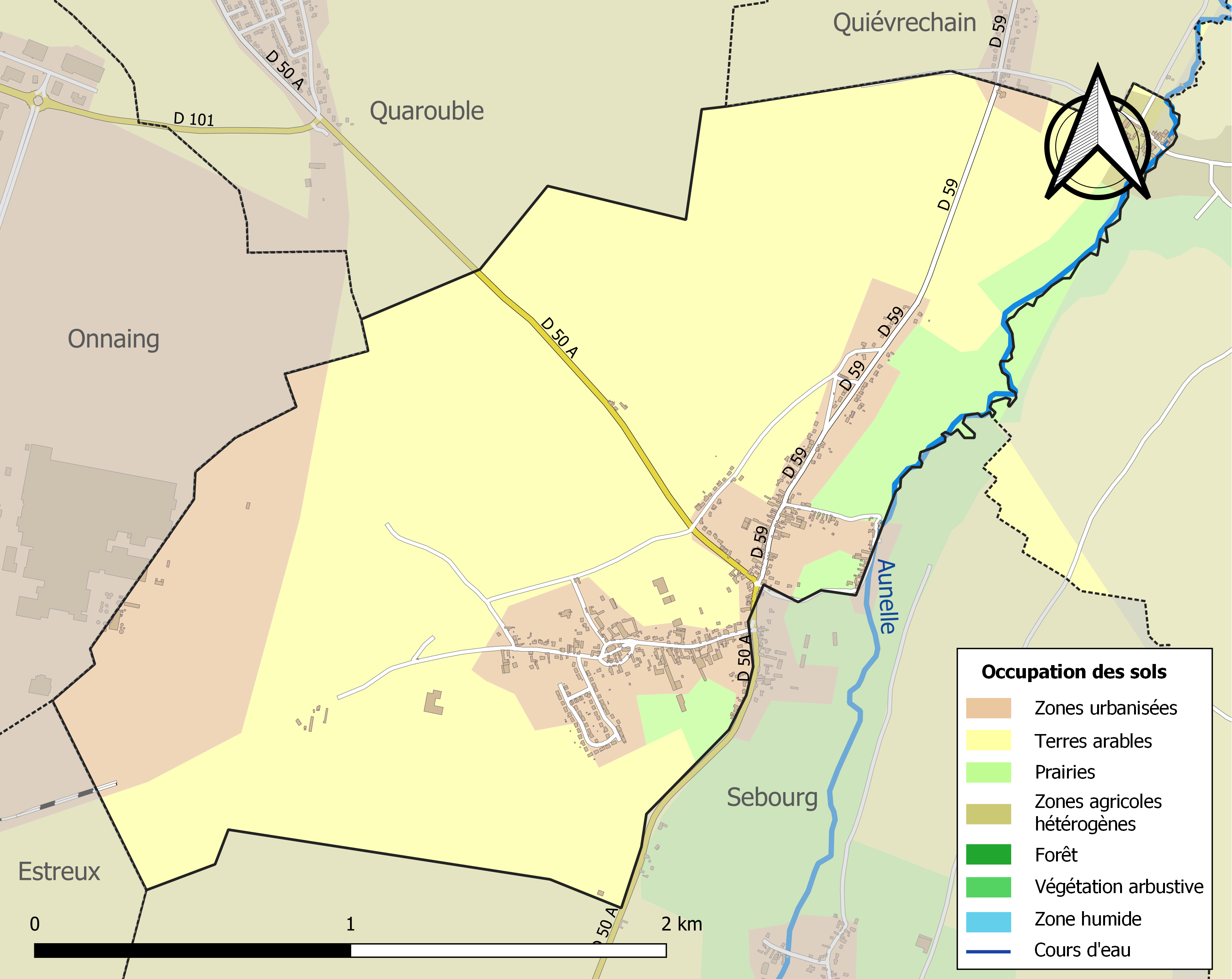
Kaart van de gemeente met belangrijkste infrastructuur, bodemgebruik en omliggende gemeenten

## Bezienswaardigheden
- De Église Saint-Rémy in Rombies
- De Moulin de la Vallée is een watermolen op de Aunelle. De molen dateert uit 1779 en is gedeeltelijk ingeschreven als monument historique.

## Demografie
Onderstaande figuur toont het verloop van het inwonertal (bron: INSEE-tellingen).